# نخل دم‌دار بورنئو
نخل دم‌دار بورنئو (نام علمی: Caryota no) نام یک گونه از سرده نخل‌های دم‌دار است.